# Gaston
För andra betydelser, se Gaston (olika betydelser).
Gaston är ett franskt och spanskt  mansnamn, som också har använts som efternamn. På spanska skrivs det Gastón. Båda namnformerna ingår i geografiska namn. 
Den 31 december 2019 var 352 män folkbokföra i Sverige med förnamnet Gaston. 13 män skrev sitt namn som Gastón. Totalt blir detta 365 män. Av dessa hade 140 Gaston och 2 män Gastón som tilltalsnamn (egentligen första förnamn). Namnet är således mycket ovanligt i Sverige. 

## Män med förnamnet Gaston
- Gaston Alibert (1878–1917), fransk fäktare
- Gaston Bachelard (1884–1962), fransk filosof
- Gaston Backman (1883–1964), svensk anatom, antropolog och läkare
- Gaston Browne (1967–), Antigua och Barbudas premiärminister
- Gaston Caperton (född 1940), amerikansk politiker, demokrat, guvernör i West Virginia
- Gaston Defferre(1910–1986), fransk politiker och motståndsman, socialist
- Gaston Dron (1924–2008), fransk tävlingscyklist
- Gaston Dupray (1886–1976), belgisk skådespelare

- Gaston Eyskens (1905–1988), belgisk nationalekonom och politiker, regeringschef

- Gaston Friman (1917–2006), svensk bowlingspelare

- Gaston Gallimard (1881–1975), fransk förläggare
- Gaston Glock (född 1929), österrikisk ingenjör och grundare av vapentillverkande företag
- Gaston Godel (1914–2004), schweizisk kappgångare

- Gaston Maurice Julia (1893–1978), fransk matematiker
- Gaston Leroux (1868–1927), fransk författare

- Gaston Maspero (1846–1916), fransk egyptolog och arkeolog
- Gaston Mercier (1932–1974), fransk roddare

- Gaston Paris (1839–1903), fransk filolog

- Gaston A. Robbins (1858–1902), amerikansk politiker, demokrat, kongressrepresentant för Alabama
- Gaston Roelants (född 1937), belgisk hinderlöpare

- Gaston Salmon (1878–1918), belgisk fäktare
- Gastón Salvatore (1941–2015), chilensk-tysk dramatiker och skriftställare
- Gaston Smidt (1898–1976), svensk grafiker, tecknare och målare
- Gaston Strobino (1891–1969), amerikansk maratonlöpare

## Personer med efternamnet Gaston
- William Gaston (1820–1894), amerikansk politiker, whig och demokrat, guvernör i Massachusetts
- William J. Gaston (1778–1844), amerikansk politiker och jurist, federalist, kongressrepresentant för North Carolina